# 박문서관 목판 일괄
박문서관 목판 일괄(博文書舘 木板 一括)은 박문서관에서 상업적 판매를 목적으로 하는 서적의 인쇄를 위하여 방각한 목판으로 내용은 주로 유교의 기본 경전인 사서(四書)와 언해(諺解)의 21종 691매로 이루어져 있다. 2013년 4월 17일 대한민국의 등록문화재 제541호로 지정되었다.
박문서관은 1907년 4월에 노익형(1884-1941)이 신문화의 수입에 따른 책전 역할의 수행을 목적으로 서울에 설립한 서점 겸 출판사이다. 박문서관 노익형 사장의 후손이 보관해오다가 2010년 8월부터 한국국학진흥원에 위탁하여 보관중에 있다. 원래의 종수와 매수는 알 수 없으며, 판면이 훼손된 경우가 있고, 판이(板耳, 마구리)는 모두 결실되어 있다. 20세기 초기의 한글 서체를 볼 수 있는 중요한 자료이며, 근대화 과정에서 널리 알려져 있지 않은 목판 간행과 그 교정의 모습을 볼 수 있어 자료적 가치가 높다.

## 같이 보기
- 노익형

## 참고 자료
- 박문서관 목판 일괄 - 국가유산청 국가유산포털